# The Electric Light Orchestra
The Electric Light Orchestra – debiutancki album zespołu Electric Light Orchestra, wydany w Wielkiej Brytanii w grudniu 1971, znany także (wydanie amerykańskie z marca 1972 roku) pod tytułem No Answer.

## Historia
O nazwie amerykańskiego wydania albumu zadecydowała niefortunna pomyłka. Sekretarka menadżera projektu z United Artists Records, nie mogąc się skontaktować telefonicznie z menadżerem zespołu, Donem Ardenem, w sprawie tytułu albumu odnotowała no answer („bez odpowiedzi”), co zostało później błędnie odczytane jako tytuł albumu.

## Lista utworów
| 1. | „10538 Overture”                              | 5:32  |
|    |                                               |       |
| 2. | „Look at Me Now”                              | 3:17  |
|    |                                               |       |
| 3. | „Nellie Takes Her Bow”                        | 5:59  |
|    |                                               |       |
| 4. | „The Battle of Marston Moor (July 2nd, 1644)” | 6:03  |
|    |                                               |       |
| 5. | „First Movement (Jumping Biz)”                | 3:00  |
|    |                                               |       |
| 6. | „Mr. Radio”                                   | 5:04  |
|    |                                               |       |
| 7. | „Manhattan Rumble (49th Street Massacre)”     | 4:22  |
|    |                                               |       |
| 8. | „Queen of the Hours”                          | 3:22  |
|    |                                               |       |
| 9. | „Whisper in The Night”                        | 4:50  |
|    |                                               |       |
|    |                                               | 41:29 |
|    |                                               |       |

## Wydania UK (jako „Electric Light Orchestra”)
1. grudzień 1971 Harvest SHVL 797
2. listopad 1983 Fame FA 3084

## Wydania US (jako „No Answer”)
1. marzec 1972 United Artists 5573
2. 1978 Jet (CBS) 35524

## Skład zespołu
- Roy Wood: gitara, gitara basowa, wiolonczela, obój, fagot, klarnet, perkusja, chórki
- Jeff Lynne: śpiew, gitara, gitara basowa, fortepian, instrumenty klawiszowe
- Bev Bevan: perkusja, chórki
- Bill Hunt: róg
- Steve Woolam: skrzypce
- Rick Price: tuba